# دیجیتال پلی‌گراوند

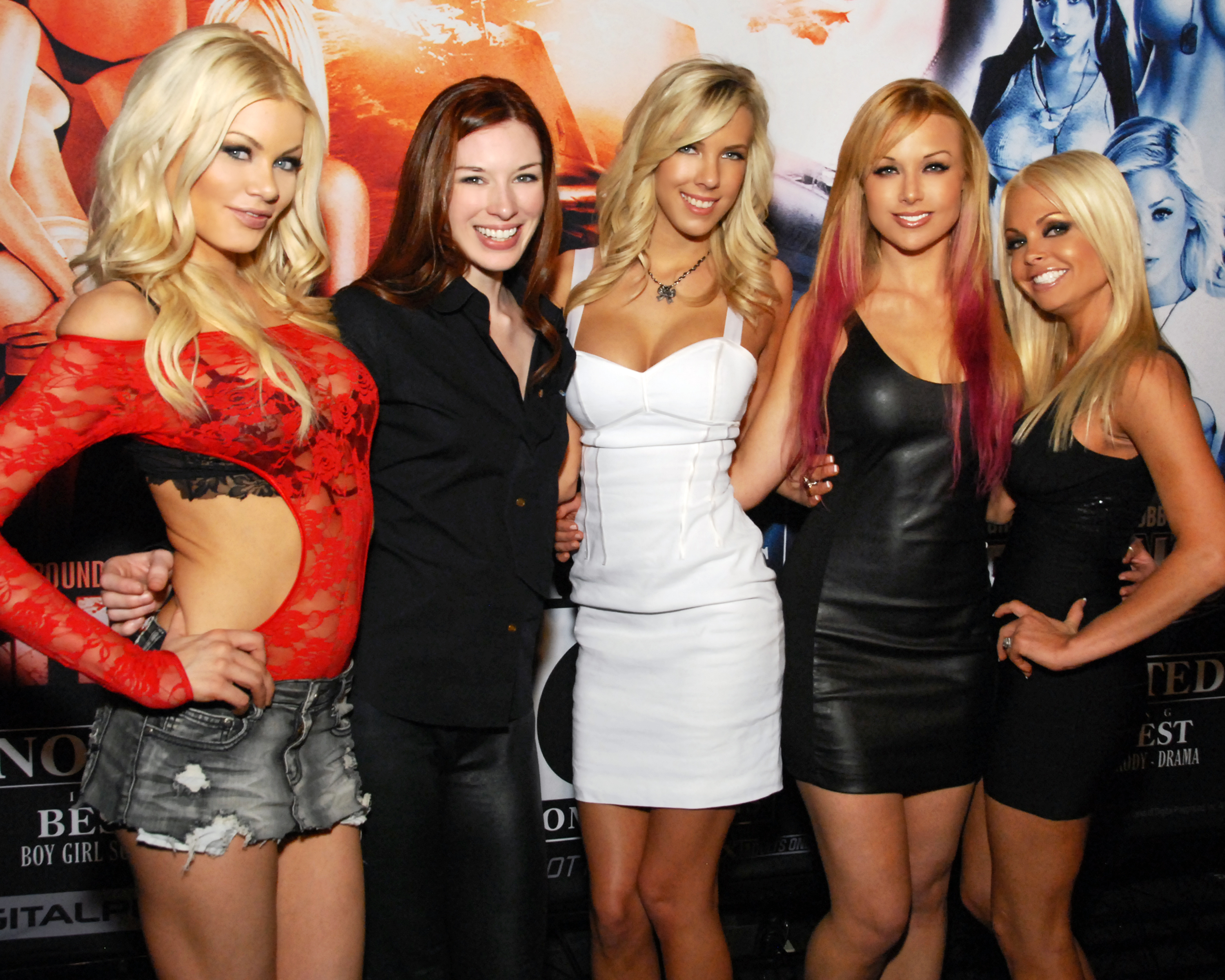
دختران دیجیتال پلی‌گراوند از چپ: رایلی استیل، استویا، بیبی جونز، کایدن کراس و جسی جین در AVN Expo، لاس وگاس، نوادا، 18 جون 2012

دیجیتال پلی گراوند (به انگلیسی: Digital Playground) یک کارگاه آمریکایی ضبط فیلم پورنوگرافی است که مقر آن در ون نویس، لس‌آنجلس، کالیفرنیا می‌باشد. دیجیتال پلی گراوند به عنوان یکی از پنج کارگاه ضبط (studio) پورنوگرافی نامیده می‌شود. این شرکت در سال ۱۳۸۵ (۲۰۰۶) توسط خبرگزاری رویترز به عنوان یکی از چند شرکت انگشت شمار مسلط بر صنعت پورنوگرافی آمریکا توصیف شد. این کارگاه ضبط در خط مقدم معرفی فناوری‌های ارتباطی جدید برای پدیدار شدن در صنعت پورنوگرافی قرار دارد. جون، کارگردان فیلم‌های بزرگسالان، این شرکت را در سال ۱۳۷۲ (۱۹۹۳) بنیان نهاد. این شرکت در اصل لوح فشرده فقط خواندنی (CD ROM) و بازی‌های رایانه‌ای مخصوص بزرگسالان تولید می‌کرد. بنیان‌گذار این شرکت در اظهار نظری در مورد گذار صنعت پورنوگرافی از اقتصادی زیرزمینی به شرکت‌های رسمی پذیرفته شده گفته‌است: "من به صنعت پورنوگرافی نگاه می‌کردم در جایی که لاس‌وگاس و قماربازی در دهه ۷۰ میلادی به سر می‌برد." "وگاس هنوز تحت تسلط گروه‌های مافیایی و در حال انتقال از آن گروه‌های کوچک از مردم به سوی مالکیت شرکتی بود." "من فکر می‌کنم همین اتفاق دقیقاً دارد برای صنعت پورنوگرافی می‌افتد.". دیجیتال پلی گراوند در ساخت محصولات هرزه نگاری برای دسترسی در رایانه‌های شخصی یک شرکت مبتکر شده‌است. در سال ۱۳۸۲ (۲۰۰۳) دی پی (دیجیتال پلی گراوند) با یک شرکت متخصص در فناوری تمام نگاشت با هدف آوردن زنان بازیگر "به اتاق نشیمن بینندگان" آغاز به همکاری نمود. در سا ل ۲۰۰۵ (۱۳۸۴) دی پی فیلم سازی با ویدئو با وضوح بالا را آغاز نمود.. در ژانویهٔ ۲۰۰۶ (۱۳۸۵) شرکت دیسک بلو-ری را در برابر قالب ویدئویی رقیبش اچ‌دی دی‌وی‌دی انتخاب کرد زیرا جون احساس می‌کرد دیسک بلو-ری در آینده کاربردی تر خواهد بود. دیجیتال پلی گراوند در آغاز برای پیدا کردن شرکتی که حاضر باشد برایش فیلم‌ها را در قالب ویدئویی دیسک بلو-ری تولید کند مشکلاتی پیدا کرد، چون شرکت‌های تولیدکننده فیلم با قالب ویدئویی دیسک بلو-ری برای همکاری با صنعت پورنوگرافی رغبتی نداشتند.
کارگاه ضبط دیجیتال پلی گراوند "پیشگام" در وارد کردن فناوری‌های آی‌پد، تلویزیون با تصویر وضوح بالا و و برجسته‌بینی (در سینما و تلویزیون) در صنعت پورنوگرافی می‌باشد.
رییس اجرایی پیشین دی پی سامانتا لوویس، که تهیه و کارگردانی فیلم‌های دی پی را نیز بر دوش داشته ادعا کرده‌است که " بسیاری از فناوری‌ها برای آزمایش بازارهای جدید در صنعت سرگرمی بزرگسالان استفاده می‌شود.
در مارس ۲۰۱۲ (اسفند ۱۳۹۰) شرکت توسط مانوین تصاحب شد.

## فیلم ها

### آمیزش جنسی مجازی
دیجیتال پلی گراوند با تولید پرفروش ترین لوح فشرده فقط خواندنی و دی‌وی‌دی در سبک 
سکس مجازی پیشگام شد. در این سبک بیننده می‌تواند با انتخاب صحنه‌های آشکار از یک فهرست به یک بازیگر پورنوی معروف فرمان دهد. نخستین فیلم در این شیوه در سال ۱۹۹۸ (۱۳۷۷) عرضه شد. در این سری از فیلم‌ها بازیگر یکراست به دوربین می‌نگرد و مستقیماً با بیننده صحبت می‌کند. بر طبق گفته‌های جون " این نزدیک‌ترین حالت است، شما همیشه با دخترهای ما سکس خواهید داشت بدون این که واقعاً با آن‌ها سکس داشته باشید". "هنگامی که شما یک فیلم پورنو معمولی می‌بینید، شما در حالت سوم شخص هستید". "شما اساساً با نگاه شهوتتان را ارضا می‌کنید". "این راه (آمیزش مجازی) یک تجربهٔ اول شخص است". "در حالتی که زن زیر مرد است، دوربین به صورتی که سمت زن به طرف پایین نگاه می‌کند قرار دارد، همان طور که اگر واقعاً آن زن در محل می‌بود انجام می‌شد". "درآن لحظه شما خدای جهانتان هستید". بر طبق آمار فروش پایگاه وب adultdvdempire.com آمیزش مجازی با جنا جیمسون یکی از پرفروش‌ترین فیلم‌های پورنوگرافی در تمام تاریخ است. بیننده می‌تواند زاویه‌های دوربین، روش آمیزش جنسی بازیگر انتخاب شده و رفتار او (مظلوم یا شرور بودن) را انتخاب کند.
در سال ۲۰۰۴ (۱۳۸۳) دی پی نخستین فیلم پورنو در قالب ویدئو با وضوح بالا (تب جزیره ۳) را در تاهیتی و بورا بورا ساخت.
دخترکی

## تهیه کننده ها
گروه تهیه کننده‌های دیجیتال پلی گراوند توسط رابی و جون رهبری می‌شود. جون سبک آمیزش جنسی مجازی را کارگردانی کرده‌است.

## جایزه ها
جایزه‌های کارگاه‌های ضبط
- جایزه ایکس‌بی‌آی‌زد: کارگاه ضبط برتر سال ۲۰۰۶ (۱۳۸۵)[۹]
- جایزه ایکس‌بی‌آی‌زد: کارگاه ضبط برتر سال ۲۰۰۷ (۱۳۸۶)[۹]
- جایزه ایکس‌بی‌آی‌زد: کارگاه ضبط برتر سال ۲۰۰۹ (۱۳۸۸)[۹]
- جایزه ایکس‌بی‌آی‌زد: کارگاه ضبط برتر سال ۲۰۱۱ (۱۳۹۰)[۹]

فهرست غیر جامع جایزه‌های مربوط به صنعت هرزه نگاری که فیلم‌های دیجیتال پلی گراوند برنده شده‌است:
- جایزه ای‌وی‌ان ۲۰۰۱ (۱۳۸۰) - 'بهترین فیلم دی‌وی‌دی تعاملی' برای سکس مجازی با ترا پاتریک[۱۰]
- نایت‌مووز 2005 (1384) – 'Best Adult Production Com any'
- جایزه ای‌وی‌ان ۲۰۰۲ (۱۳۸۱) - 'بهترین فیلم دی‌وی‌دی تعاملی' برای سکس مجازی با دوون[۱۰]
- جایزه ای‌وی‌ان ۲۰۰۲ (۱۳۸۱) - 'بیشترین محصول اجاره داده شدهٔ سال' برای تب جزیره[۱۰]
- جایزه ای‌وی‌ان ۲۰۰۳ (۱۳۸۲) - 'بهترین فیلم دی‌وی‌دی تعاملی' برای سکس مجازی با جنین لیندمولدر[۱۰]
- نایت‌مووز ۲۰۰۴ (۱۳۸۳) - 'بهترین شرکت تولید کنندهٔ محصولات سرگرمی بزرگسالان'
- جایزه ای‌وی‌ان ۲۰۰۵ (۱۳۸۴) - 'بهترین فیلم در سبک گونزو' برای پلی گراوند جک[۱۰]
- نایت‌مووز ۲۰۰۵ (۱۳۸۴) – بهترین شرکت تولید کنندهٔ محصولات سرگرمی بزرگسالان
- نایت‌مووز ۲۰۰۵ (۱۳۸۴) – 'جایزهٔ انتخاب نخست' برای فیلم دزدان دریایی
- جایزه ای‌وی‌ان ۲۰۰۶ (۱۳۸۵) - 'بهترین فیلم دی‌وی‌دی' برای دزدان دریایی[۱۰]
- جایزه ای‌وی‌ان ۲۰۰۶ (۱۳۸۵) - 'بهترین ویژگی‌های تصویری' برای فیلم دزدان دریایی[۱۰]
- نایت‌مووز ۲۰۰۷ (۱۳۸۶) – 'بهترین شرکت تولید کنندهٔ محصولات سرگرمی بزرگسالان'
- 2007 AVN Award – 'Best POV Series' for Jack's POV[۱۰]
- جایزه ای‌وی‌ان ۲۰۰۷ (۱۳۸۶) - 'بهترین عنوان اجاره داده شدهٔ سال' برای دزدان دریایی[۱۰]
- جایزه ای‌وی‌ان ۲۰۰۷ (۱۳۸۶) - 'پرفروش‌ترین عنوان سال' برای دزدان دریایی[۱۰]
- جایزه ای‌وی‌ان ۲۰۰۷ (۱۳۸۶) - 'بهترین فیلم در سبک ویگنت' برای پلی گراوند جک[۱۰]
- نایت‌مووز ۲۰۰۸ (۱۳۸۷) – 'بهترین شرکت تولید کنندهٔ محصولات سرگرمی بزرگسالان'
- 2008 NightMoves – 'Best Feature Production' Cheerleaders
- 2008 AVN Award – 'Best Specialty Series, Other Genre' for Jack's Leg Show[۱۱]
- 2008 AVN Award – 'Best Vignette Release' for Babysitters[۱۱]
- 2008 AVN Award – 'Top Selling Title of the Year – 2007' for Pirates[۱۱]
- 2009 NightMoves – Pirates II 'Best Adult Film'
- 2009 AVN Award – 'Best High-Definition Production' for دزدان دریایی۲[۱۲]
- 2009 AVN Award – 'Best POV Release' for Jack's POV 9[۱۲]
- 2009 AVN Award – 'Top Renting and Selling Release' for Cheerleaders[۱۲]
- 2009 AVN Award – 'Best Video Feature' for Pirates II: Stagnetti's Revenge[۱۲]
- 2009 AVN Award – 'Best Vignette Release' for Cheerleaders[۱۲]
- 2010 NightMoves – 'Best Adult Production Company'*
- 2012 XBIZ Award - 'Parody Release of the Year - Drama' for Top Guns[۱۳]
- 2012 XBIZ Award - 'All-Girl Release of the Year' for Cherry[۱۳]
- 2012 XBIZ Award - 'Best Special Effects' for Top Guns[۱۳]
- 2012 XBIZ Award - 'Best Editing' for Fighters<ref name